# Д’Аттома, Франко
Франко Д’Аттома (итал. Franco D'Attoma; 25 ноября 1923, Конверсано, Апулия — 18 декабря 1991, Перуджа) — итальянский бизнесмен (предприниматель) и спортивный менеджер (директор), президент футбольного клуба «Перуджа» с 1974 по 1983 годы, в том числе в триумфальном для ФК «Перуджа» сезоне 1978—79 годов.

## Биография
Родился в Апулии в богатой семье, которая экспортировала сельскохозяйственную продукцию в Соединенные Штаты Америки. Учился в средней школе в Апулии и уехал в Умбрию, чтобы получить степень по сельскому хозяйству в Университете Перуджи.
Женился на Лейле Сервадио.
Стал владельцем компании Ellesse — одного из крупнейших производителей спортивной экипировки и решил заняться футбольными делами в 1974 году.
Умер в 1991 году из-за неизлечимой болезни, после того, как всегда помогал различным ассоциациям в поддержке исследований рака.